# Игуаин, Хорхе
Хорхе Николас Игуаин (родился 8 июня 1957 года в Буэнос-Айресе) — аргентинский футболист, центральный защитник. Он играл за «Бока Хуниорс», «Ривер Плейт», «Сан-Лоренсо де Альмагро» и французский клуб «Брест». Большую часть карьеры Игуаин провёл в «Ривере», с которым выиграл два чемпионских титула.
Он женат на художнице Нэнси Закариас, у пары есть четыре сына: Николас, Федерико, Гонсало и Лаутаро. Его два средних сына пошли по стопам своего отца, став профессиональными футболистами и начав свою карьеру в «Ривер Плейт». Федерико значительную часть карьеры провёл за американский «Коламбус Крю», а Гонсало играл за «Реал Мадрид», «Наполи» и «Ювентус».
Хорхе Игуаин также имеет французский паспорт.